# Метс, Арво Антонович
А́рво Анто́нович Метс (1937—1997) — русский поэт, теоретик и практик русского свободного стиха, переводчик.

## Биография
Родился в Таллине в семье лютеранки и православного. Окончил Ленинградский библиотечный институт. Продолжил учебу в Литературном институте им. А. М. Горького (был в семинаре Наровчатова). Был организатором литературных вечеров в Москве, которые в перестроечные времена оказались местом примиренческого нейтралитета многих и разных литературных обособлений. В 1975—1991 гг. работал в отделе поэзии журнала «Новый мир». Руководил литературным клубом «На Таганке».
Стихи Арво Метса публиковались в ведущих литературных журналах России. При жизни выходили три его книги. Посмертное издание 2006 года представляет собой почти полное собрание его текстов.
Стихи Метса публиковались также в переводе на английский, испанский, немецкий, сербохорватский, хинди и др. языки. В предисловии к антологии современной русской поэзии в переводе на английский «Ночь в Набоков-отеле», куда вошли пять стихотворений Метса, составитель книги Анатолий Кудрявицкий писал:
Арво Метс, как и Геннадий Айги, предпочитал писать стихи по-русски, а не на своем родном языке, и его миниатюры существенно обогатили поэтическую технику именно в русском языке. Он также выполнил значительное число переводов с эстонского, и тем способствовал «обмену поэтического воздуха» и взаимообогащению этих двух культур

### Книги
- «Лебеди над Челнами» (Сб. стихов членов литобъединения «Орфей» г. Набережные Челны / Сост. А Метс, А. Василевский, предисл. У. Хусаинова), Москва, изд. «Известия», 1981, — 79 c.
- «Таллинские камни» — стихи и переводы, Москва, изд. «Известия», 1989. Издано на средства автора) , — 30 c.
- «Годовые кольца» — стихи, Москва, 1992, изд. «Автор» (производственное объединение), — 43 c. ISBN 5-85212-055-3
- «Стихи» / Кол.авт. Моск. гос. музей В.Сидура . — Москва : 1995. — 15 с; (Вечера в Музее Сидура ; Вып.11)
- «В Осенних лесах» — стихи, переводы, статьи, Москва, 2006, Серия «Русский верлибр» — 276 c. ISBN 5-7493-1063-7 (без издательства)

### Тексты в антологиях
- Время Икс (Колл. авт.): М.: Прометей, 1989. — 608 с.
- Антология русского верлибра. М., 1991.
- «A Night in the Nabokov Hotel: 20 contemporary poets from Russia», Dedalus Press, Dublin, 2006.